# Henk van Lijnschooten
Hendrikus Cornelis van Lijnschooten, detto Henk (L'Aia, 28 marzo 1928 – 1º novembre 2006), è stato un compositore olandese, noto anche con gli pseudonimi di Michiel van Delft e Ted Huggens.
Oltre alla composizione di brani inediti per banda, la sua carriera è stata anche dedicata allo studio dei metodi di insegnamento della musica ai bambini.